# Jürgen E. Müller
Jürgen E. Müller (* 1950 in Berchtesgaden) ist ein deutscher Medienwissenschaftler und seit 2003 Inhaber der Professur für Medienwissenschaft an der Universität Bayreuth. Von 2012 bis 2014 war er Dekan der Sprach- und Literaturwissenschaftlichen Fakultät.

## Leben
Müller studierte in Konstanz und Bristol Literaturwissenschaft, Romanistik, Anglistik, Linguistik und Soziologie. 1980 promovierte er bei Hans Ulrich Gumbrecht in Bochum mit einer Arbeit zur literaturwissenschaftlichen Rezeptionstheorie und empirischen Rezeptionsforschung. Er arbeitete zunächst als wissenschaftlicher Angestellter im Forschungsprojekt „Analyse unmittelbarer Kommunikation und Interaktion als Zugang zum Problem der Konstitution sozialwissenschaftlicher Daten“ (Leitung: Thomas Luckmann) an der Universität Konstanz, später als Wissenschaftlicher Assistent am Lehrstuhl für Romanistik der Universität Bochum sowie am Lehrstuhl Romanistik I der Universität Mannheim. Zudem absolvierte er eine Referendariatsausbildung und war als Studienassessor am Gymnasium tätig. Von 1989 bis 2002 war Müller Universitair Hoofddocent am Institut für Film- en Televisiewetenschap an der Universiteit van Amsterdam und legte seinen Forschungsschwerpunkt auf medienwissenschaftliche Fragestellungen.
Müller habilitierte 1996 an der Universität Mannheim mit einer Arbeit über Intermedialität. Er hatte zahlreiche Gast- und Vertretungsprofessuren in Montreal, Passau, Salzburg, Bergen und Wien inne. Seit 2003 ist er Professor für Medienwissenschaft an der Universität Bayreuth und war von 2012 bis 2014 Dekan der Sprach- und Literaturwissenschaftlichen Fakultät.

## Werk
Themenschwerpunkte seiner Arbeit sind Fragestellungen zur Intermedialität und zur Mediengeschichte. Müller vertritt den Standpunkt einer integrativen Mediengeschichte, die sich mit den historischen Wechselwirkungen zwischen verschiedenen Medien und deren Einfluss auf einen Funktionswandel in sozialen und historischen Kontexten auseinandersetzt. Im Zentrum dieser Mediengeschichte stehen die Rekonstruktion intermedialer Prozesse und deren Auswirkungen auf den gegenwärtigen Medien-Alltag. Sein Verständnis einer integrativen Medienwissenschaft liegt im Spannungsfeld interdisziplinärer Forschungsansätze. In diesem Rahmen konzipierte und installierte er federführend an der Universität Bayreuth den Masterstudiengang „Medienkultur und Medienwirtschaft“, der sich im methodisch-fachlichen Bereich zwischen Medienwissenschaft, Geschichte, Recht, Wirtschaft und Informatik befindet.
Seine Publikationen erschienen in Russland, Polen, Rumänien, Ungarn, Frankreich, Italien, Spanien, Schweden, Südkorea, Kamerun, Großbritannien, Kanada, USA und in Brasilien. Jürgen E. Müller ist Herausgeber der wissenschaftlichen Reihe Film und Medien in der Diskussion (Nodus) und  Gründungsmitglied/Mitglied renommierter internationaler Forschungseinrichtungen (z. B. des C.R.I., Centre de Recherche sur l’Intermédialité, Université de Montréal).

## Veröffentlichungen
Publikationen (Monographien, Auswahl):
- Literaturwissenschaftliche Rezeptionstheorien und empirische Rezeptionsforschung. Mit einem Forschungsmodell, erläutert am Paradigma des französischen Populärromans. Frankfurt a. M. / Bern 1981 (Peter Lang Verlag), (Review in: Romanistisches Jahrbuch, Bd. 33. Berlin / New York 1982, p. 209–212)
- (ed. mit Markus Vorauer) Blick-Wechsel. Tendenzen im Spielfilm der 70er und 80er Jahre. Münster 1993 (Nodus Publikationen)
- Towards a Pragmatics of the Audiovisual. Vol. 1, Vol. 2, Münster 1994/5 (Nodus Publikationen)
- Intermedialität: Formen moderner kultureller Kommunikation. Münster 1996 (Nodus Publikationen)
- (ed.) Media Encounters and Media Theories. Münster 2008 (Nodus Publikationen)
- (ed. mit E.W.B. Hess-Lüttich & A. v. Zoest) Signs & Space, Raum & Zeichen. Tübingen 1998 (Gunter Narr Verlag)
- (ed. mit Michel Larouche) Quebec und Kino. Die Entwicklung eines Abenteuers. Münster 2002 (Nodus Publikationen)
- (ed. mit Marion Froger) Intermédialité et socialité. Histoire et géographie d'un concept. Münster 2007 (Nodus Publikationen)
- (ed. u. a.) Digital mediawa yesului hwagchang [Digitale Medien und die Erweiterung der Kunst]. Seoul 2006

Publikationen (Artikel, Auswahl)
- "Intermedialität und Medienhistoriographie", in: Joachim Paech, Jens Schröter (eds.). Intermedialität: Analog/Digital. Theorien-Methoden-Analysen, München 2008 (W. Fink), p. 31–46
- "Rahmenbedingungen der Qualität", in: Gabriele Goderbauer-Marchner & MedienCampus Bayern e.V. (eds.). Qualitätspakt Journalismus in Aus- und Weiterbildung, Landshut 2007, p. 121–125.
- "Identitätsmetamorphosen. Zur medialen und kulturellen Transformation der Vampir- und Dracula-Gestalten", in: Christian Begemann, Britta Herrmann, Harald Neumeyer (eds.). Dracula Unbound. Kulturwissenschaftliche Lektüren des Vampirs, Freiburg i.Br./Berlin/Wien 2008 (Rombach Verlag), p. 263–282
- "L'Écriture autobiographique à l'ère du numérique", in: Syllabus Review, 2010 (Publication of the École Normale Supérieure de Yaoundé, Cameroun), p. 1–38
- "Intermediality Re-visited: Some Reflexions about Basic Principles of this Axe de Pertinence", in: Lars Elleström (ed.). Imagine Media! Media Borders and Intermediality, Houndmills/Basingstoke 2010 (Palgrave/MacMillan), p.237–252
- "Kontexte, Macht und Medien. Zur geschichts- und identitätsbildenden Funktion intermedialer Praxen", in: Peter Klotz, Paul Portmann-Tselikas & Georg Weidacher (eds.). Text-Zeichen und Kon-Texte. Studien zur soziokulturellen Konstellation literalen Handelns, Tübingen 2010, p. 283–300
- "Prolegomena zu einer Ökonomie der Medienkritik oder zum Zusammenspiel zwischen Formaten, Remediationen und Kommerz", in: Andreas Kirchner et al. (eds.): Kritik des Ästhetischen – Ästhetik der Kritik. Festschrift für Karl Prümm zum 65. Geburtstag, Marburg 2010 (Schüren Verlag), p. 107–113
- "Intermediality and Media Historiography in the Digital Era", in: Acta Universitatis Sapientiae. Film and Media Studies. Intermedialities: Theory, History, Practice, 2010, p. 15–39
- "Les Lieux communs de la réception", in: Pascale Goetschel, Francois Jost, Myriam Tsikounas (eds). Lire, voir, entendre. La réception des objets médiatiques, Paris 2011 (Publications de la Sorbonne), p. 31–39